# Archevêché latin de Nicosie

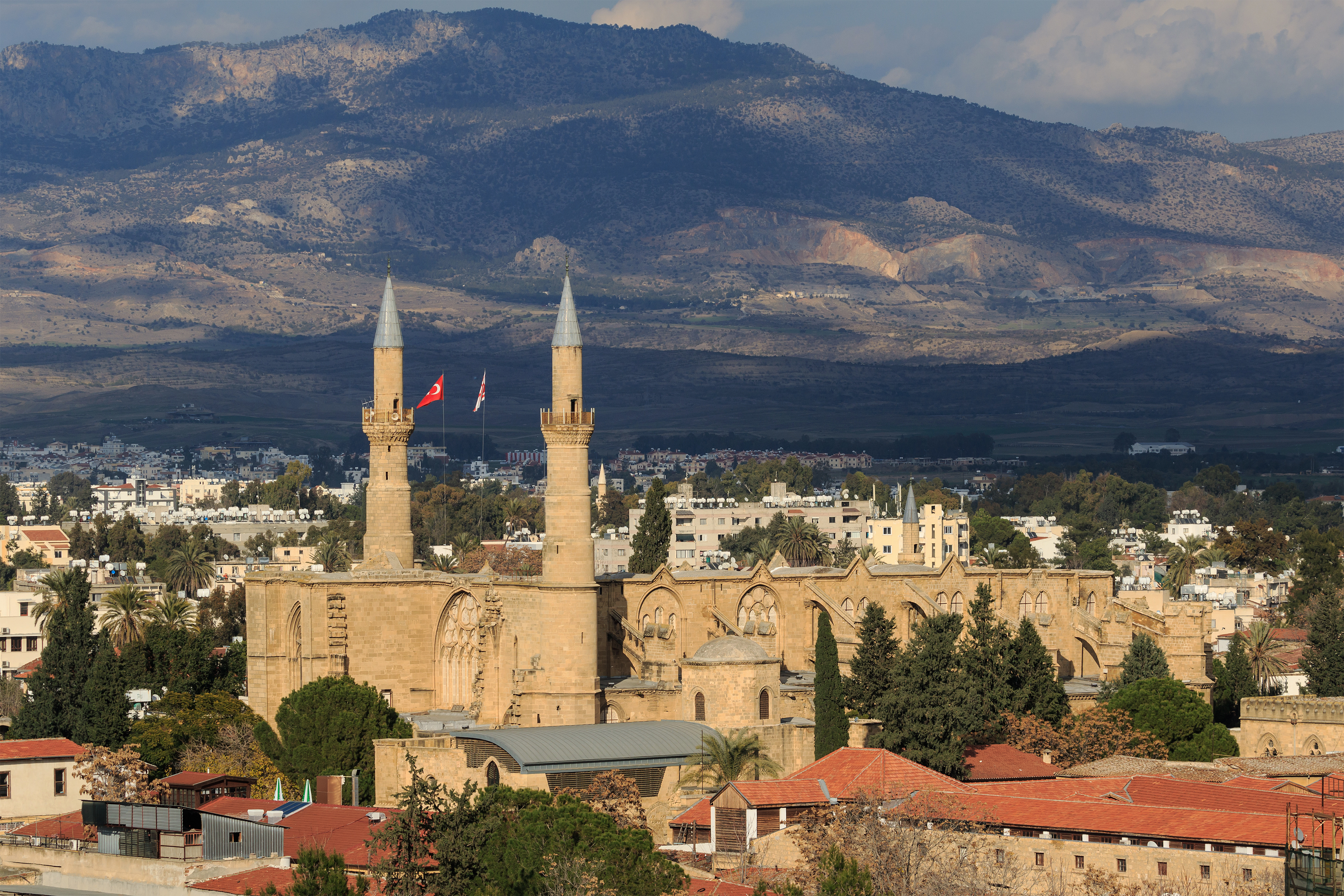
L'ancienne cathédrale Sainte-Sophie, siège de l’archevêché latin de Nicosie, aujourd'hui devenue la mosquée Selimiye

L’archevêché latin de Nicosie a été le siège du chef de l'église latine chypriote au temps du royaume de Chypre, puis de la domination de la république de Venise, jusqu'à la conquête de l'île par les Ottomans en 1571. Il est également un siège titulaire.

## Histoire
En 1196, le roi Amaury II de Lusignan obtient du pape Célestin III la mise sur pied d'une hiérarchie latine pour son royaume chypriote : un archevêque résidant dans la capitale, Nicosie, avec trois évêques suffragants à Paphos, Limassol et Famagouste.
Depuis 1668, il est un siège titulaire, vacant depuis 1990.

## Liste des archevêques latins de Nicosie
| Titulaire                              | Début                                      | Fin                                                      | Notes |
| -------------------------------------- | ------------------------------------------ | -------------------------------------------------------- | --- |
| Alain (Alanus)                         | av. 14 décembre 1196 (1re att.)            | ap. 1er février 1202 (dern. att.) † av. 13 décembre 1205 | Archidiacre de Lydda, dans le royaume latin de Jérusalem (septembre 1195), chancelier de Chypre (attesté de février 1196 à mars 1201), il se voit confier par le pape Célestin III, le 20 février 1196, en compagnie de l'archidiacre de Laodicée, l'organisation des chapitres et des sièges épiscopaux de l'église latine de Chypre nouvellement créée. Plus tard la même année, il est élu archevêque par le chapitre de Nicosie, devenant ainsi le premier chef de l'église latine chypriote. |
| Thierry (Thierricus)                   | av. 5 août 1206(1re att.)                  | av. 30 décembre 1211                                     | Religieux originaire du diocèse de Paris, frère de Pierre, sous-chantre de Notre-Dame de Paris, mort un 18 juin, avant 1212. |
| Durand (Durandus)                      | élu av. 30 décembre 1211 (1re att.)        |                                                          | Trésorier du chapitre de Nicosie avant d'être élu archevêque. Son élection, jugée irrégulière par le pape Innocent III, fut cassée par le patriarche de Jérusalem Albert. En janvier 1213, le pape écrivait au chapitre pour qu'il procède à une nouvelle élection. |
| Eustorge de Montaigu                   | av. 23 juillet 1217 (1re att.)             | † 28 avril 1250                                          | Originaire d'Auvergne. Frère de Foulques, évêque de Limassol (1211-1218), apparenté à Garin de Montaigu, grand maître de l'ordre de Saint-Jean de Jérusalem (1207/8-1230) et Pierre de Montaigu, grand maître de l'ordre du Temple (1218-1232). Participe aux Siège et prise de Damiette par les croisés (1218-1219), puis à la Septième croisade et meurt à Damiette. |
| Hugues de Fagiano (ou de Pise)         | 1251                                       | † 27 août 1267                                           | |
| Gilles d’Amigny                        | 20 septembre 1267 (nomination)             | † 27 juillet 1268                                        | Né à Amigny-Rouy au début du XIIIe siècle, il est avant sa nomination au siège de Nicosie chapelain pontifical, chanoine de Cambrai, archidiacre de Rouen, régent de la faculté de théologie de l'université de Paris. Il n’eut jamais l’occasion de gagner son siège chypriote avant sa mort et rédige son testament à Viterbe le 21 juin 1268. |
| Jean (Joannes)                         | après 27 juillet 1268                      | † avant 29 septembre 1268                                | Dominicain originaire du diocèse d'Angoulême, nommé archevêque après la mort de son prédécesseur Gilles d’Amigny, le 27 juillet 1268, il est mentionné comme défunt le 29 septembre 1268. |
| Bertrand Bernard (Bertrandus Bernardi) | octobre 1270 (1re att.)                    | 1273                                                     | Chanoine et doyen de l'église de Nicosie en 1267, il apparaît en octobre 1270 comme archevêque élu et résigne sa charge archiépiscopale après 1273. |
| Ranulphe (Ranulphus)                   | 20 juillet 1278 (confirmation pontificale) | † 1286                                                   | D'abord archidiacre de Nicosie (attesté dans cette charge le 20 juillet 1274). Mentionné comme défunt en 1286. |
| ...                                    |                                            |                                                          | |
| Élie de Nabinal                        | 16 novembre 1332 (nomination)              | 1342 (?)                                                 | Nommé patriarche de Jérusalem par le pape le 12 juillet 1342, puis cardinal le 20 septembre suivant. |
| Philippe de Chambarlhac,               | avant 30 août 1344.                        | † juin 1361.                                             | Recteur du patrimoine de Saint-Pierre en Toscane, entre 1332 et 1335, archidiacre de Gand en 1335, nommé évêque de Sion par le pape Benoît XII le 22 mai 1338, jusqu'en novembre 1342, il est transféré à l'évêché de Nice. Philippe de Chamberlhac est nommé archevêque de Nicosie le 30 août 1344 par Clément VI. Il est nommé archevêque de Bordeaux en 1360. Il est aussi appelé Philippe de Gastons, déformation de Gascogne, dans la Gallia christiana.                                     |
| Raymond de La Pradelle                 | avant 1366                                 |                                                          | |
| ...                                    |                                            |                                                          | |
| ...                                    |                                            |                                                          | |
| Hugues de Lusignan                     | 1421                                       | 1442                                                     | Fils de Jacques Ier de Lusignan, roi de Chypre. Créé cardinal en 1426 par Martin V. |
| Galesio de Montolif                    | 1442                                       | 1446/7                                                   | |
| André                                  | 1447                                       |                                                          | |
| ...                                    |                                            |                                                          | |
| Jacques de Lusignan                    | 1456 (don royal, jamais confirmé)          |                                                          | Fils bâtard du roi Jean II de Chypre et de Mariette de Patras, son père lui fit don en 1456 de l'archevêché de Nicosie, en demandant la régularisation de la nomination à la cour pontificale. Jacques devint roi de Chypre en 1460 sous le nom de Jacques II. |
| ...                                    |                                            |                                                          | Catalan, chef de file de l'opposition à la reine Caterina Cornaro |
| ...                                    |                                            |                                                          | |